# Cavernozetes excavatus
Cavernozetes excavatus är en kvalsterart som beskrevs av Sandór Mahunka 1984. Cavernozetes excavatus ingår i släktet Cavernozetes och familjen Microzetidae. Inga underarter finns listade i Catalogue of Life.